# اسپرینگشور
اسپرینگشور (به انگلیسی: Springsure) یک شهرک در استرالیا است که در کوئینزلند واقع شده‌است.